# Cartografía de Mercurio

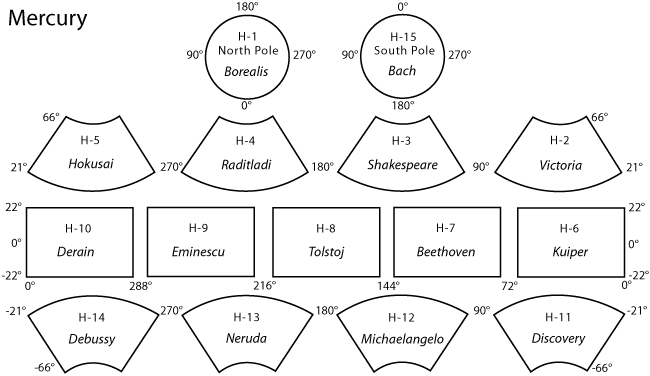
Los cuadrángulos de Mercurio

Para la cartografía de Mercurio, la Unión Astronómica Internacional (UAI) ha dividido la superficie del planeta de acuerdo con un reticulado, adaptado a una representación a escala 1 : 5.000.000, y que la divide en 15 cuadrángulos designados de H-1 a H-15 (la H es el acrónimo de Hermes, el equivalente griego de  Mercurio).
Las dimensiones de los cuadrángulo difieren en el número de grados de  longitud y latitud cubiertos. También , a lo largo de los límites latitudinales, los cuadrángulos se superponen en 1 grado ( en la versión anterior a 2011 se superponían en 5 grados).
Se han definido un total de cinco bandas de cuadrángulos: 
- La primera, que se encuentra en el ecuador, se extiende entre 22° S i 22° N,[nota 1] y se divide en cinco cuadrángulos de 72° de longitud cada uno.
- La segunda y la tercera se extienden entre 21° N/S y 66° N/S,[nota 2] y se dividen en cuatro cuadrángulos de 90° de longitud cada uno. Para todas estas bandas se adopta un meridiano convencional para el inicio de la subdivisión del cuadrángulo que se encuentra a 0° E.
- Cada una  de las otras bandas, que se extienden a más de 65° N/S, consisten en un único cuadrángulo circumpolar.

Cada cuadrángulo recibe el nombre de una de las características superficiales prominentes visibles dentro de cada área. Inicialmente, los cuadrángulo se nombraron por sus características de albedo, ya que estas eran los rasgos más prominentes visibles antes del mapeo que llevaron a cabo las sondas espaciales. El mapeado realizado con las imágenes obtenidas por la sonda espacial Mariner 10 en 1974 y 1975 provocó el cambio de nombre de nueve cuadrángulos por las nuevas características prominentes mapeadas. Los seis cuadrángulos restantes no fueron mapeados por el Mariner 10 y conservaron sus nombres de características de albedo. Después de la llegada de la sonda MESSENGER  la órbita de Mercurio en 2011, estos seis cuadrángulos se mapearon y se cambiaron sus nombres.

## Historia de la cartografía de Mercurio
Los primeros intentos de trazar un mapa de la superficie de Mercurio fueron realizados por Giovanni Schiaparelli, pero fueron Percival Lowell en 1896 y después Eugène Michel Antoniadi en 1934 los primeros en realizar un mapa donde se identificaban las características con un nombre. En particular, fue la nomenclatura de Antoniadi la que se impuso en el uso común de los observadores.
Todos estos trabajos, que ya han sufrido los límites implícitos de la tecnología de observación disponibles, se vieron afectados por la convicción, que posteriormente resultó errónea, de que Mercurio estaba en rotación síncrona con el Sol, mostrando siempre el mismo hemisferio iluminado.Incluso cuando en 1965 se entendió el verdadero período de rotación de mercurio, no se pudieron obtener mapas precisos, solo una denominación convencional de los principales albedos que la UAI nombró usando los nombres de los mapas de Antoniadi.
| Schiaparelli | Lowell | Antoniadi | UAI |
| ------------ | ------ | --------- | --- |
|              |        |           | .   |

## Cartografía moderna
La asignación actual es el resultado del procesamiento de las imágenes detalladas obtenidas entre el 2011 y 2015 durante la misión MESSENGER, que completaron tanto la calidad como la cobertura obtenida entre 1974 y 1976 por la sonda espacial Mariner 10, y en 2008 con el primer paso del MESSENGER. El plan de vuelo escogido por la sonda Mariner 10 incluía una órbita heliocéntrica en resonancia 2:1 con Mercurio: por un lado esto permitió, con unos costes adicionales mínimos, poder aumentar el número de sobrevuelos ejecutables y, por otro, que estos ocurrieran en el mismo punto de la órbita del planeta: al tomar una resonancia de 2:1 entre sus períodos de rotación y revolución, siempre parecía estar iluminado el mismo hemisferio meridional. Los sobrevuelos primero y tercero tuvieron lugar en el lado oscuro, del cual únicamente era posible obtener imágenes de la media luna mercuriana durante la aproximación y alejamiento. Como resultado, el Mariner 10 recogió imágenes del 45% de la superficie con dos cuadrángulos completamente mapeados y cuatro sin observar totalmente.La sonda MESSENGER se colocó en una órbita hermeocéntrica (alrededor de Mercurio) y pudo observar Mercurio durante cuatro años de forma continua, hasta conseguir la cobertura total del planeta el 6 de marzo de 2013.
A los cuadrángulos se les ha asignado un código de tipo H-n, donde H representa Hermes, la divinidad correspondiente a Mercurio en la mitología griega, y n es la secuencia asignada al cuadrángulo dentro del reticulado. La numeración de los cuadrángulos va de norte a sur y de este a oeste. Los cuadrángulos circumpolares son de forma circular. Para cada cuadrángulo también se ha asignado un nombre tomado de un elemento topográfico del relieve donde se encuentra el cuadrángulo. Los nombres de los cuadrángulos han variado en el tiempo con el avance del conocimiento de la zona. Inicialmente, los nombres se referían a características de albedo históricamente definidas por  Eugène Michel Antoniadi y posteriormente  han sido normalizadas por la  UAI; después de la misión  del Mariner 10, se modificaron los nombres de los cuadrangulos; los últimos seis cuadrángulos cambiaron de nombre en 2011, cuando estuvieron disponibles las primeras imágenes del MESSENGER.

## Esquema del conjunto
Relación entre todos los cuadrángulos con la superficie  de Mercurio (el norte está en la parte superior):

| Borealis Bach Victoria Shakespeare Raditladi Hokusai Derain Eminescu Tolstoj Beethoven Kuiper Discovery Michelangelo Neruda Debussy |

En particular, H-1 i H-15, al ser circumpolares, tienen una forma circular.

## Detalle de los cuadrangulos
| Nombre       | Código | Epónimo             | Nombre anterior             | Latitud       | Longitud      | Mapa del Mariner 10 | Mapa actual |
| ------------ | ------ | ------------------- | --------------------------- | ------------- | ------------- | ------------------- | ----------- |
| Borealis     | H-1    | Borealis Planitia   | Borea                       | 65º - 90° N   | 0º - 360° W   |                     | H-1 — PDF   |
| Victoria     | H-2    | Victoria Rupes      | Aurora                      | 21º - 66° N   | 0° - 90° W    |                     | H-2 — PDF   |
| Shakespeare  | H-3    | Cràter Shakespeare  | Caduceata                   | 21º - 66° N   | 90° - 180° W  |                     | H-3 — PDF   |
| Raditladi    | H-4    | Cràter Raditladi    | Liguria                     | 21º - 66° N   | 180° - 270° W | cap                 | H-4 — PDF   |
| Hokusai      | H-5    | Cràter Hokusai      | Apollonia                   | 21º - 66° N   | 270° - 360° W | cap                 | H-5 — PDF   |
| Kuiper       | H-6    | Cràter Kuiper       | Tricrena                    | 22º N - 22° S | 0° - 72° W    |                     | H-6 — PDF   |
| Beethoven    | H-7    | Cráter Beethoven    | Solitudo Lycaonis           | 22° N - 22° S | 72° - 144° W  |                     | H-7 — PDF   |
| Tolstoj      | H-8    | Cràter Tolstoj      | Phaethontias                | 22° N - 22° S | 144° - 216° W |                     | H-8 — PDF   |
| Eminescu     | H-9    | Cráter Eminescu     | Solitudo Criophori          | 22° N - 22° S | 216° - 288° W | cap                 | H-9 — PDF   |
| Derain       | H-10   | Cràter Derain       | Pieria                      | 22° N - 22° S | 288° - 360° W | cap                 | H-10 — PDF  |
| Discovery    | H-11   | Discovery Rupes     | Solitudo Hermae Trismegisti | 21º - 66° S   | 0º - 90° W    |                     | H-11 — PDF  |
| Michelangelo | H-12   | Cráter Michelangelo | Solitudo Promethei          | 21º - 66° S   | 90° - 180° W  |                     | H-12 — PDF  |
| Neruda       | H-13   | Cráter Neruda       | Solitudo Persephones        | 21º - 66° S   | 180° - 270° W | cap                 | H-13 — PDF  |
| Debussy      | H-14   | Cráter Debussy      | Cyllene                     | 21º - 66° S   | 270° - 360° W | cap                 | H-14 — PDF  |
| Bach         | H-15   | Cráter Bach         | Australia                   | 65º - 90° S   | 0° - 360° W   |                     | H-15 — PDF  |